# UMS: The Universal Military Simulator
UMS: The Universal Military Simulator est un jeu vidéo de type wargame conçu par Ezra Sidran et publié par Firebird en 1987 sur Atari ST, puis porté sur IBM PC, Amiga, Apple IIGS et Macintosh. Il permet de simuler des batailles fictives ou historiques de différentes périodes de l’histoire. La version de base du jeu intègre cinq scénarios, qui simulent la bataille de Waterloo, la bataille de Gettysburg, la bataille de Gaugamèles, la bataille d'Hastings et la bataille de Marston Moor. Il bénéficie de plusieurs extensions et d’un éditeur de scénario qui permet au joueur de créer des batailles personnalisées. Outre ses possibilités en termes de personnalisation, le jeu se distingue par ses champs de bataille dont la topographie est représentée en trois dimensions et que le joueur peut visualiser suivant huit directions et avec plusieurs niveaux de zoom. Il bénéfice de deux suites : UMS II (1991) et The War College (1995).

## Système de jeu
Universal Military Simulator  est un wargame qui permet de simuler des batailles fictives ou historiques de différentes périodes de l’histoire. La version de base du jeu intègre cinq scénarios, qui simulent la bataille de Waterloo, la bataille de Gettysburg, la bataille de Gaugamèles, la bataille d'Hastings et la bataille de Marston Moor. Il bénéfice de plus de plusieurs extensions qui ajoute de nouveaux scénarios centrés sur différentes époques, ainsi que d’un éditeur de scénario qui permet au joueur de créer des batailles personnalisées,. Le jeu peut se jouer seul contre l’ordinateur ou à deux. En solo, le joueur peut laisser l’ordinateur choisir sa stratégie ou lui assigner un comportement spécifique (offensif, défensif…). Il peut également choisir de laisser l’ordinateur gérer les deux camps et se contenter de visualiser le déroulement de la bataille.
Les scénarios se déroulent sur des champs de bataille dont la topographie est représentée en trois dimensions. Le joueur peut visualiser le champ de bataille suivant huit directions (nord, nord-ouest, ouest…). Il peut de plus le visualiser dans son ensemble ou zoomer sur une portion précise. Le terrain est divisé en 24x28 cases carrées. Contrairement à la plupart des wargames, les unités ne sont pas positionnés à l’intérieur des cases, mais à l’intersection des lignes du quadrillage. Elles apparaissent sous forme d’étiquettes, plantées sur ces intersections. La couleur du fond de l’étiquette (noir ou blanc) indique son appartenance à l’un ou l’autre des deux camps et sur l’étiquette est indiqué le nom de l’unité et un symbole représentant son type. Différents types d’unités sont en effet disponible dans le jeu, incluant l’infanterie, la cavalerie, les éléphants de guerre, les chars, les chevaliers, les catapultes, les piquiers, l’artillerie ou les troupes aéroportées. Il est de plus possible de créer jusqu’à six types d’unités personnalisées. Le jeu se déroule au tour par tour, chaque tour étant divisé en plusieurs phases. Dans la première, le joueur peut donner jusqu’à huit instructions à chacune de ses unités. Ces ordres sont ensuite exécutés par l’ordinateur, avec une pause entre chacun d’eux lors de laquelle le joueur peut visualiser le déroulement des opérations.

## Développement et publication
Universal Military Simulator  est développé par Ezra Sidran. Il développe une première version du jeu sur Apple II au début des années 1980 alors qu'il est encore à l'université. Cette version n'est pas publié mais lui permet de signer un contrat avec Firebird pour en produire une version sur Atari ST qui est publiée en 1987,,. Les premières copies du jeu souffrent de plusieurs bugs, dont un mauvais fonctionnement des règles de retraite ou une prise en compte erronée des pénalités de mouvement lors de certains déplacements. Ces bugs sont cependant corrigés dans les versions ultérieures et les possesseurs d’une version déficiente peuvent obtenir une version corrigée gratuitement auprès de l’éditeur. Après sa publication sur Atari ST, le jeu est porté sur IBM PC en 1988, puis sur Amiga, Apple IIGS et Macintosh,.

## Extensions
Universal Military Simulator  bénéficie de plusieurs extensions. En 1988, Ezra Sidran développe ainsi une extension incluant plusieurs scénarios additionnels consacrés à des batailles du livre The Fifteen Decisive Battles of the World de Edward Shepherd Creasy dont la bataille de Blenheim, la bataille de Saratoga et la bataille de Valmy, ainsi qu’à la bataille des Ardennes. Il développe également une extension consacré à la guerre de Sécession, qui inclut la bataille de Shiloh, la bataille de Chattanooga et la bataille d’Antietam et qui est publiée en 1989,. Une extension consacrée à la guerre du Viêt Nam est également développée par Ed Beaver et est publié en septembre 1988. Outre ces extensions, des scénarios additionnels créés par des fans du jeu sont accessibles en téléchargement sur Compuserve et GEnie.

## Accueil
| UMS               |      |       |
| Média             | Pays | Notes |
| Dragon Magazine   | US   | 4/5   |
| Gen4              | FR   | 95 %  |
| Jeux et Stratégie | FR   | 4/5   |
| The Games Machine | GB   | 92 %  |
| Tilt              | FR   | 19/20 |

En 1992, plus de 107 000 copies du jeu et de ses extensions ont déjà été vendues.

## Postérité
Universal Military Simulator  bénéficie de deux suites. La première, baptisée UMS II: Nations at War est publiée par MicroProse en 1991 et se démarque du premier volet en se focalisant sur les opérations stratégiques. Elle permet ainsi de simuler des conflits à l’échelle mondiale à n’importe quelle époque, de l’antiquité jusqu’au XXe siècle. Elle propose  trois scénarios qui simulent respectivement la campagne d’Alexandre le Grand, les guerres napoléoniennes et le débarquement en Normandie.